# Samsung Galaxy Tab

Logotipo

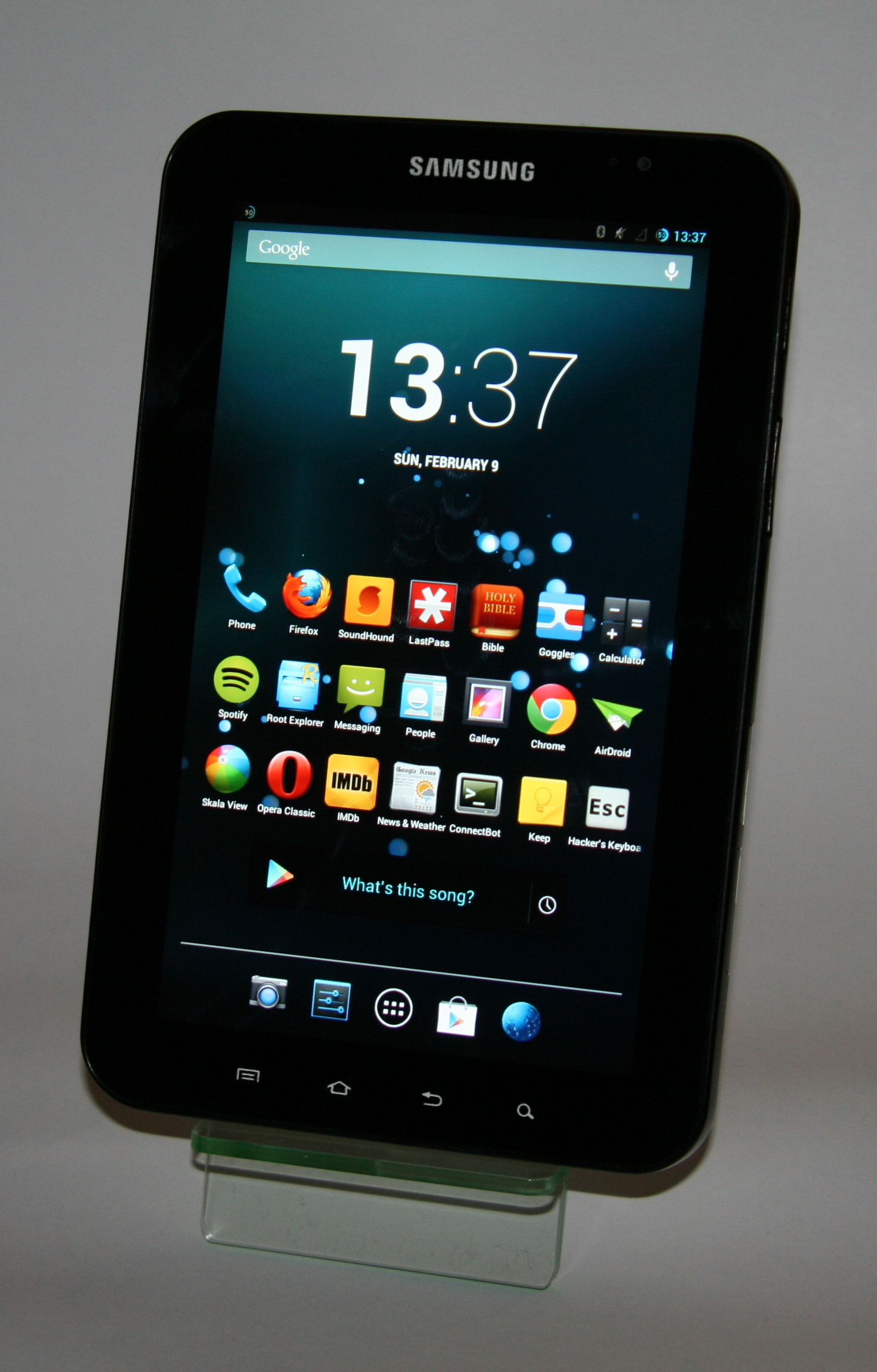
Um Samsung Galaxy Tab 7.0

O Samsung Galaxy Tab é uma linha de tablets baseados em Android e Windows produzidos pela Samsung Electronics. O primeiro modelo da série, o Samsung Galaxy Tab de 7 polegadas, foi apresentado ao público em 2 de setembro de 2010 na IFA Berlim e ficou disponível em 5 de novembro de 2010. Desde então, foram lançados vários modelos, incluindo modelos com ecrãs de 7,7 polegadas, 8,9 polegadas e 10,1 polegadas. Todas as versões Wi-Fi do tablet incluem um sistema de GPS, e os tablets 3G/4G/5G adicionam capacidade de telefonia.